# Ivan Vencajz
Ivan Vencajz, v některých pramenech též Johann Bencajz (26. června 1844 Šentvid pri Stični – 7. srpna 1913 Lublaň), byl rakouský právník a politik slovinské národnosti z Kraňska, na přelomu 19. a 20. století poslanec Říšské rady.

## Biografie
Obecnou školu vychodil ve Višnji Gori, pak studoval v letech 1856–1861 na gymnáziu v Novém Městě a v letech 1861-1863 v Lublani. Následně studoval práva na Vídeňské univerzitě. V roce 1868 nastoupil na soudní praxi v Lublani. Pak byl na různých soudních postech. Angažoval se v profesních právnických organizacích.
Byl aktivní veřejně i politicky. Koncem 19. století nesouhlasil s politikou slovinské Národní pokrokové strany a ve volbách do Říšské rady roku 1897 kandidoval jako nezávislý proti Josipu Kušarovi. Nebyl zvolen a pak se připojil ke skupině opozičních politiků, kteří začali vydávat noviny Slovenski list s radikálně křesťansko socialistickým programem. Tato skupina se později připojila ke Katolické národní straně.
Do Říšské rady se dostal v doplňovacích volbách roku 1898 za kurii venkovských obcí, obvod Lublaň, Litija, Ribnica. Nastoupil místo Ivana Šusteršiče. V řádných volbách do Říšské rady roku 1901 mandát obhájil. Rezignace na mandát byla oznámena na schůzi 24. června 1903. K roku 1901 se profesně uvádí jako zemský soudní rada. Jako poslanec se snažil podporovat vinaře v Kraňsku. Na poslanecké křeslo rezignoval kvůli neshodám s Ivanem Šusteršičem. V roce 1898 se uvádí jako slovinský klerikální kandidát.
V roce 1900 působil jako 1. místopředseda katolického sjezdu. Byl aktivní v lidovém finančnictví. Podílel se roku 1900 na založení Vzájemné pojišťovny a byl jejím předsedou. Jako právník se zasloužil o rozvoj slovinštiny v soudním styku a podílel se na utváření slovinské právní terminologie.